# Élie Decazes

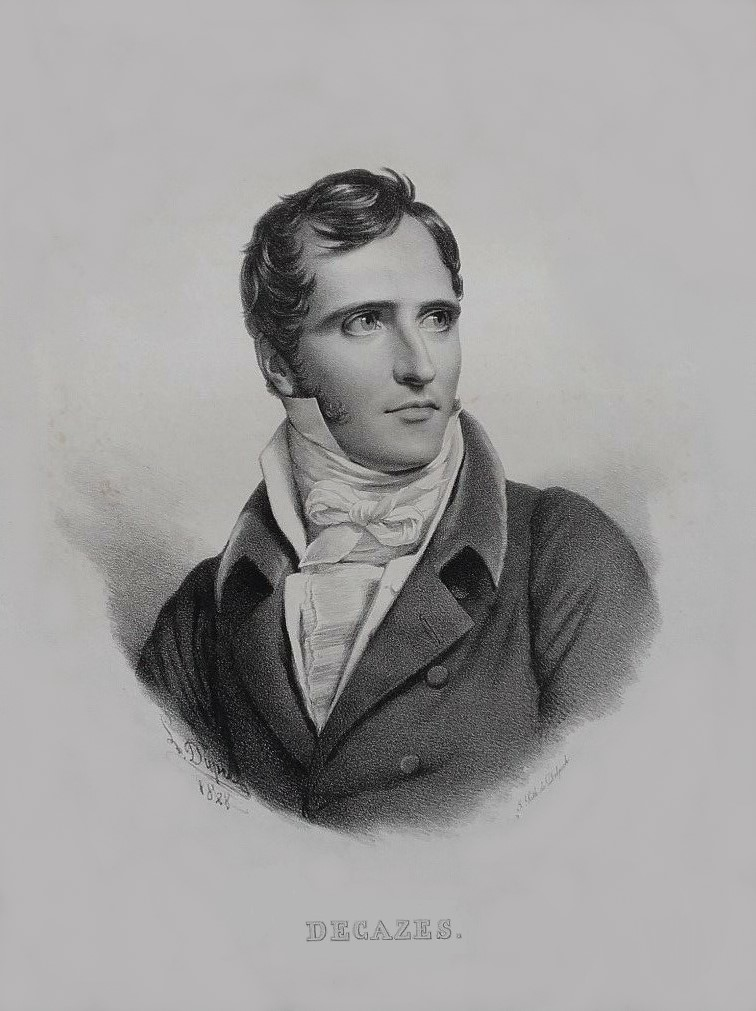
Élie, Herzog von Decazes und Glücksberg.

Élie Decazes, Herzog von Decazes und Glücksberg (* 28. September 1780 in Saint-Martin-de-Laye, Département Gironde; † 24. Oktober 1860 in Paris) war französischer Staatsmann.

## Biografie
Decazes studierte Rechtswissenschaften und wurde 1806 Richter am Seine-Gericht. Er wurde 1807 Mitglied des Kabinetts von Louis Bonaparte und 1811 Anwalt am Revisionsgericht in Paris. Unmittelbar nach dem Sturz des Kaiserreichs erklärte er sich zum Royalisten und blieb während der so genannten „Hundert Tage“ den Bourbonen treu. In dieser Zeit machte er durch Baron Louis die persönliche Bekanntschaft von Ludwig XVIII., und der König belohnte seine Energie und sein Feingefühl, indem er ihn am 7. Juli 1815 zum Polizeipräfekten von Paris machte. Mit seinem deutlichen Erfolg in dieser schwierigen Position erwarb er sich die Ernennung zum Polizeiminister, als Nachfolger von Fouché, am 24. September. Das Amt des Polizeipräfekten übernahm Jules Anglès.
In der Zwischenzeit war er zum Abgeordneten für die Seine gewählt worden (August 1815), und sowohl als Abgeordneter als auch als Minister führte er die moderaten Royalisten an. Die Moderaten waren in der Kammer von 1815 in der Minderheit, aber Decazes überredete Ludwig XVIII., die Chambre introuvable aufzulösen, und die Wahlen vom Oktober 1816 brachten ihnen die Mehrheit. Während der nächsten vier Jahre war es Decazes' Aufgabe, die führende Rolle in der Regierung zu spielen.
Zuerst hatte er als Polizeiminister die Aufstände zu unterdrücken, die von den Ultraroyalisten provoziert worden waren (der „Weiße Terror“); dann, nach dem Rücktritt des Herzogs Richelieu, übernahm er die tatsächliche Führung des Kabinetts, obwohl der nominale Präsident General Jean Joseph Paul Dessolles (* 1767; † 1828) war. Zur gleichen Zeit hielt er den Bereich des Inneren. Das Kabinett, in dem Baron Louis Finanzminister war und Marschall Gouvion Saint-Cyr Kriegsminister blieb, war vollkommen liberal; seine erste Handlung war die Unterdrückung des Polizeiministeriums, da Decazes meinte, dass es mit einem liberalen Regime unvereinbar sei. Seine Reformen trafen auf starke Feindschaft in der Pairskammer, wo die Ultraroyalisten in der Mehrheit waren, und um diese zu überwinden, brachte er den König dazu, in einem Pairsschub weitere sechzig liberale Pairs zu ernennen.
Dann brachte er die Pressegesetze durch, die die Zensur milderten. Durch die Neuordnung der Finanzen, den Schutz der Industrie und Durchführung von großen öffentlichen Aufträgen erlangte Frankreich seinen wirtschaftlichen Wohlstand wieder, und der Minister wurde populär. Aber die Mächte der Großen Allianz hatten die Entwicklung des Liberalismus in Frankreich mit zunehmender Sorge betrachtet. Insbesondere Metternich schrieb dies hauptsächlich der „Schwäche“ des Ministeriums zu, und als 1819 die politischen Wahlen den Trend bestätigten – besonders durch die Wahl des gefeierten Abbé Grégoire –, begann eine Diskussion, ob nicht die Zeit gekommen sei, die Bedingungen des Geheimvertragas von Aachen durchzusetzen. Es war diese Gefahr einer Intervention von außen, mehr noch als das Geschrei der Ultras, was Ludwig XVIII. dazu zwang, eine Änderung des Wahlgesetzes voranzutreiben, die solch einen „Skandal“ wie Grégoires Wahl in der Zukunft unterbinden sollte.
Dessolle und Louis lehnten es ab, sich auf diese Politik einzulassen, und traten zurück; Decazes trat nun an die Spitze des neuen Kabinetts (November 1819). Aber der Ausschluss Grégoires aus der Kammer und die Änderungen des Stimmrechts verbitterten die Radikalen, ohne die Ultras zu versöhnen. Die Neuigkeiten von der spanischen Revolution im Januar 1820 verschärften ihren Zorn noch; es hieß nun, dass die törichte und kriminelle Politik Decazes' einmal mehr den Dämon der Revolution entfesselt habe. Er wurde als der neue Sejanus, der moderne Catilina angeprangert. Als am 13. Februar der Herzog von Berry ermordet wurde, beschuldigten ihn aufgebrachte Stimmen lauthals, dass er bei diesem Verbrechen als Komplize mitgewirkt habe. Decazes erahnte den heraufziehenden Sturm und reichte umgehend beim König sein Entlassungsgesuch ein. Ludwig lehnte es zunächst ab, weil er in den Angriffen auf Decazes Angriffe auf sich selbst sah. Letztlich musste er aber der Aufdringlichkeit seiner Familie nachgeben (17. Februar); Decazes wurde in den Rang eines Herzogs erhoben und wurde als Botschafter in ein ehrenhaftes Exil nach England geschickt.
Damit war Decazes meteoritenhafte Karriere beendet. Im Dezember 1821 kehrte er in die Pairkammer zurück, wo er weiterhin seine liberalen Ansichten wahrte. Nach 1830 hielt er an der Julimonarchie fest, aber nach 1848 blieb er im Ruhestand. 1826 hatte er eine Gesellschaft zur Entwicklung der Kohle- und Stahlproduktion im Département Aveyron organisiert, und der zentralen Stadt der Industrieregion wurde 1829 der Name Decazeville verliehen.
Elie Decazes starb im Jahr 1860 im Alter von 80 Jahren und ruht auf dem Friedhof von Bonzac.
| Vorgänger                  | Amt                                                             | Nachfolger           |
| -------------------------- | --------------------------------------------------------------- | -------------------- |
| Joseph Henri Joachim Lainé | Innenminister von Frankreich 29. Dezember 1818–20. Februar 1820 | Joseph Jérôme Siméon |

| Personendaten    | Personendaten                                               |
| ---------------- | ----------------------------------------------------------- |
| NAME             | Decazes, Élie                                               |
| KURZBESCHREIBUNG | französischer Staatsmann, Herzog von Decazes und Glücksberg |
| GEBURTSDATUM     | 28. September 1780                                          |
| GEBURTSORT       | Saint-Martin-de-Laye, Département Gironde                   |
| STERBEDATUM      | 24. Oktober 1860                                            |
| STERBEORT        | Paris                                                       |